# Team Abt Sportsline

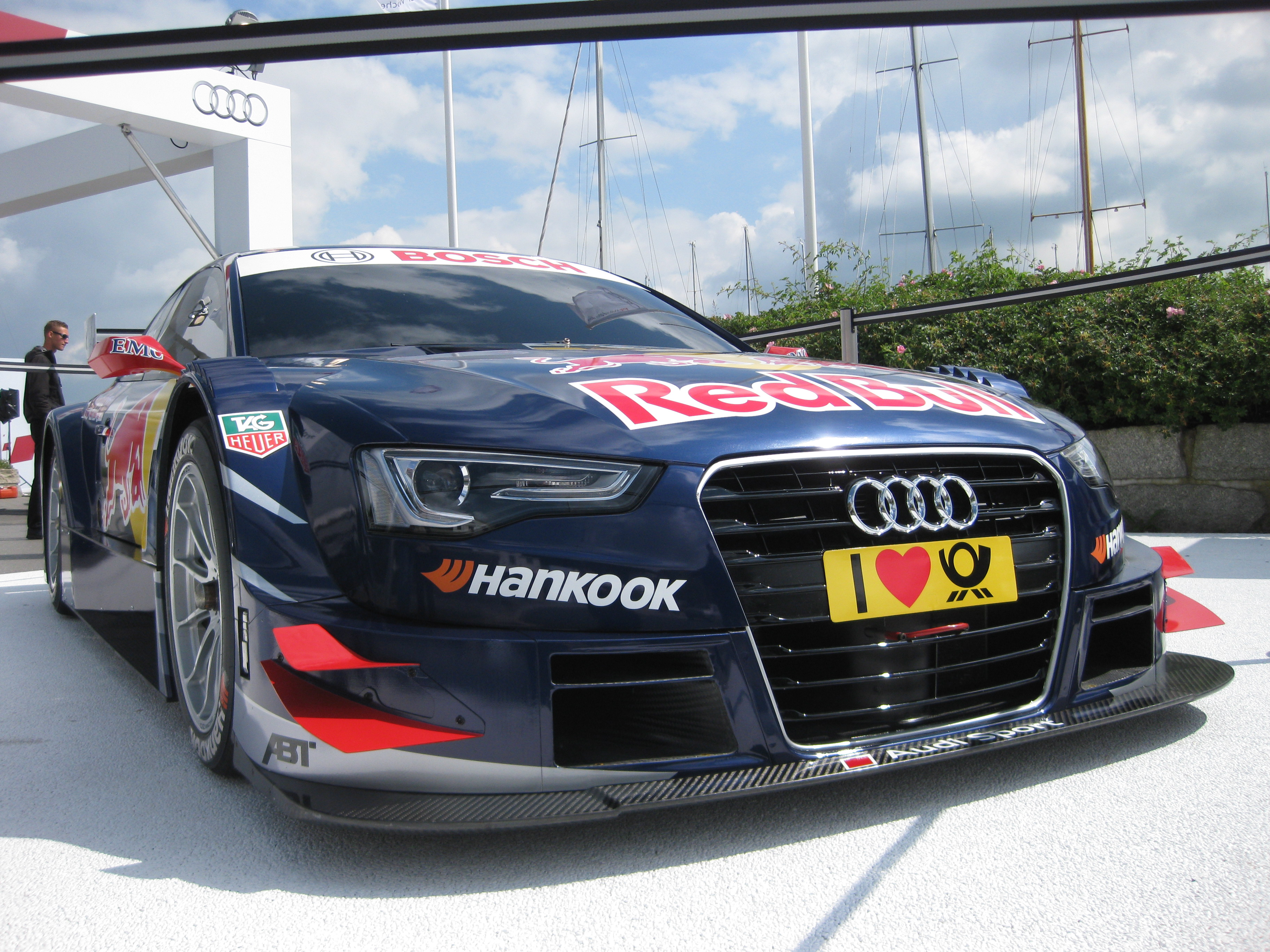
Audi A5 DTM von Mattias Ekström 2012

Das Team Abt Sportsline ist ein privates Rennsportteam der Abt Sportsline GmbH. Zugehörig zum Geschäftsfeld Abt Motorsport ist das Team Abt Sportsline aktuell mit drei Projekten im Automobilsport aktiv: DTM, FIA-Formel-E-Weltmeisterschaft, und 24-Stunden-Rennen auf dem Nürburgring.
Das Rennteam und seine Einsätze leiten Abt Sportsline Geschäftsführer Thomas Biermaier und Abt Motorsportchef Martin Tomczyk.

## Super Tourenwagen Cup (STW)

### 1996
Ab 1996 im Super Tourenwagen Cup (STW), der damals höchsten deutschen Tourenwagenklasse. Piloten der beiden Abt-Audi A4 quattro, die dem technischen Stand des Vorjahres entsprachen, waren Christian Abt und Kris Nissen. Teamchef war Hans-Jürgen Abt. Abt punktete in jedem Rennen. Seine besten Rennergebnisse waren ein zweiter Platz beim Sprintrennen auf dem Sachsenring und dritte Plätze bei den Hauptrennen auf dem Sachsenring und der Avus. In der Abschlusstabelle belegten Abt und Nissen die Plätze 4 und 13. Abt gewann die Privatfahrerwertung und damit 73.000 DM Preisgeld. In der Teamwertung belegte Abt den vierten Platz.
Ende des Jahres 1996 startete das Team außerdem beim vier Läufe umfassenden Rainbow-Cup in Südafrika. Abt wurde Zweiter in der Gesamtwertung.
Fahrerkader STW: Christian Abt (4. Platz, 1. Platz Privatfahrer, „Rookie of the Year“), Kris Nissen (13. Platz)
Auto: Audi A4 Quattro (Tourenwagen), 2,0-Liter-Vierzylinder, 218 kW (296 PS), Allradantrieb

### 1997
Mit zwei Audi A4 startete Abt Sportsline 1997 ins zweite STW-Jahr. An die Erfolge des Vorjahres konnten Christian Abt und Kris Nissen nicht anknüpfen. Hauptgrund: Der neue Reifenpartner Yokohama konnte aus Budgetgründen in der Entwicklung seiner Pneus nicht mit den Produkten der anderen Lieferanten mithalten.
Fahrerkader: Christian Abt (13. Platz), Kris Nissen (9. Platz)
Auto: Audi A4 Quattro (Tourenwagen), 2,0-Liter-Vierzylinder, 218 kW (296 PS), Allradantrieb

### 1998
1998 übergab Audi die Verantwortung des Werkseinsatzes in der STW an Abt Sportsline unter der Leitung von Hans-Jürgen Abt. Die Allgäuer übernahmen auch die Werkspiloten Frank Biela und Emanuele Pirro. Als dritter Fahrer blieb Christian Abt im Team. Alle drei Fahrer traten mit überarbeiteten Audi A4 an, bei denen reglementbedingt der quattro-Allradantrieb weggefallen war. Erschwerend kam hinzu, dass der im Gegensatz zur Konkurrenz von Honda, BMW, Alfa Romeo, Nissan, Opel und Peugeot längs statt quer eingebaute Motor des A4 den Schwerpunkt des Fahrzeugs negativ beeinflusste und technisch veraltet war. Als Gesamtzwölfter war Christian Abt am Saisonende bester Audi-Pilot.
Fahrerkader: Christian Abt (12. Platz), Frank Biela (14. Platz), Emanuele Pirro (16. Platz)
Auto: Audi A4 (Tourenwagen), 2,0-Liter-Vierzylinder, 288 kW (310 PS), Frontantrieb

### 1999
Nachdem sich Audi wegen des beginnenden Le-Mans-Projektes komplett aus der STW zurückgezogen hatte, übernahm Abt Sportsline das Engagement in Alleinregie. Die 98er-Frontantriebs-Audi rüstete Abt zurück auf Allradantrieb, den das Reglement für Privatteams wieder zuließ. Gleich im ersten Saisonrennen erkämpfte Christian Abt seine erste STW-Pole, seinen ersten Tourenwagen-Sieg und den ersten Sieg eines Privatteams in der STW. Bei neun von zehn Rennen standen entweder Abt oder Teamkollege Kris Nissen auf dem Podium, oder beide zusammen.
Geprägt wurde die Saison vom Duell zwischen Christian Abt und Opel-Pilot Uwe Alzen. Da Abt im letzten und entscheidenden Rennen von Alzens Markenkollegen Roland Asch von der Strecke gedrängt wurde, fiel die Entscheidung vor dem Sportgericht. Ein von der Tribüne aus privat gefilmtes Video der strittigen Situation brachte schließlich am 10. November 1999 die Entscheidung zugunsten von Christian Abt, der damit letzter Meister der nach Saisonende eingestellten STW wurde.
Fahrerkader: Christian Abt (1. Platz), Mattias Ekström (23. Platz, nur in Oschersleben am Start), Kris Nissen (5. Platz)
Auto: Audi A4 quattro (Tourenwagen), 2,0-Liter-Vierzylinder, 225 kW (306 PS), Allradantrieb

## Markenpokale

### Zentraler Einsatzdienstleister für Volkswagen
20 Jahre lang betreute Abt Sportsline als exklusiver Dienstleister im Motorsport die Markenpokale des Volkswagen-Konzerns. Die dabei im Rahmenprogramm der DTM eingesetzten verschiedenen seriennahen Tourenwagen wurden alle unter der Leitung von Hans Top in der Firmenzentrale von Abt in Kempten vorbereitet und auf den Rennstrecken zentral zum Einsatz gebracht. Neben der Technik kümmerten sich die Allgäuer Markenpokal-Spezialisten auch um das Fahrercoaching, der aus Nachwuchspiloten und prominenten Gaststartern bestehenden Teilnehmerfelder.
Die von Abt Sportsline durchgeführten Markenpokale waren im Detail: 1998–2003 der Volkswagen ADAC Touring Junior Cup, gefahren mit VW Lupo GTI (92 kW/125 PS). Dem folgte 2004–2009 der ADAC Volkswagen Polo Cup nach Vorbild des Polo-Cup aus den 1980er Jahren. Ausgetragen wurde die Neuauflage mit einer 110 kW (150 PS) starken Polo-Rennversion. 2010–2014 schickte Volkswagen in seinem Scirocco R-Cup ebenfalls für alle Starter technisch identische Fahrzeuge in den Wettbewerb. Motorisiert waren die bis zu 210 kW (285 PS) starken Tourenwagen mit Bio-Erdgas verbrennenden Triebwerken. Im Audi Sport TT Cup (Foto oben) gingen 2015–2017 zuletzt maximal 250 kW (340 PS) leistende Audi TTS Coupés mit einheitlicher Technik ins Rennen.

### Teilnehmer beim Seat Leon Supercopa Deutschland
Als eigenständiges Team ging Abt Sportsline 2004 und 2005 in einem Markenpokal an den Start. Im 2004 neu eingeführten Seat Leon Supercopa waren die Allgäuer mit fünf der baugleichen Tourenwagen (185 kW/252 PS) der Volkswagen-Tochter Seat am Start und schafften mehr Siege und Podestplätze als jeder andere Teilnehmer. Peter Terting, bei Abt Sportsline einst Kfz-Auszubildender und 2002 Champion des Lupo-Cup, wurde Vizemeister. 2005 holte Bastian Kolmsee mit Abt Sportsline die meisten Saisonsiege und wurde ebenfalls Zweiter der Gesamtwertung.

## DTM

### 2000
Abt Sportsline stieg 2000 in die wiederbelebte DTM ein und trat als Privatteam gegen die Werksmannschaften von Mercedes-Benz und Opel an. Die Zustimmung, an den DTM-Rennen teilnehmen zu dürfen bekam Teamchef Hans-Jürgen Abt erst am 31. Januar 2000 von dem Veranstalter ITR e. V.
Während Opel und Mercedes bereits mit den neuen Autos testeten, begann Abt Sportsline gerade mit der Entwicklung des Abt-Audi TT-R. Aufgebaut wurden die vier Einsatzfahrzeuge bei der britischen Firma Foss-Tech. Der Sohn des Firmenchefs, James Thompson, erhielt für die Saison ein Cockpit. Christian Abt und Kris Nissen gehörten wie zu STW-Zeiten ebenso zum Fahrerkader. Als weitere Verstärkung wurde der mehrfache STW-Meister Laurent Aïello verpflichtet.
Die in nur 100 Tagen auf die Räder gestellten TT-R rollten in den ersten Rennen hinterher. Erst am drittletzten Rennwochenende in Oschersleben gab es erste Punkte. Begünstigt durch den Ausfall des halben Feldes fuhren Aiello, Thompson, Abt und Nissen auf die Plätze 5, 9, 10 und 11. Auch bei den beiden letzten Veranstaltungen des Jahres gab es Punkte.
Da Christian Abt wegen einer Terminüberschneidung mit dem 24h-Rennen in Le Mans nicht am zweiten Rennwochenende in Oschersleben teilnehmen konnte, holte Hans-Jürgen Abt als versöhnende Geste Roland Asch ins Team, ebenjenen Piloten, der seinen Bruder fast um den STW-Titel im Vorjahr gebracht hätte.
Fahrerkader: Christian Abt (19. Platz), Laurent Aiello (16. Platz), Roland Asch (nur Oschersleben I, keine Punkte), Kris Nissen (keine Punkte), James Thompson (18. Platz)
Auto: Abt-Audi TT-R (Silhouetten-Coupé, 4-Liter-V8, 450 PS, 1.100 kg)

### 2001
Mit verjüngtem Fahrerkader ging Abt Sportsline in seine zweite DTM-Saison. Der damals 19-jährige Martin Tomczyk absolvierte sein erstes Rennen überhaupt im Tourenwagen. Zweiter Neuzugang war der 23-jährige Schwede Mattias Ekström, der bereits ein STW-Rennen für die Allgäuer absolviert hatte. Sie bildeten mit Christian Abt und Laurent Aiello das Fahrerquartett. Nicht mehr dabei waren Kris Nissen und James Thompson.
Auch der TT-R wurde signifikant modifiziert. Auffälligste Änderung war das um 20 Zentimeter verlängert Heck. Das Auto war so im Grenzbereich besser beherrschbar. Beim zweiten Rennen des Jahres errang Abt Sportsline auf dem Nürburgring durch Laurent Aiello seinen ersten DTM-Sieg. Als die DTM im Sommer in die Eifel zurückkehrte, siegte der Franzose erneut. Im Lauf danach auf dem A1-Ring in Österreich wurde er Zweiter. Außerdem holten Aiello wie auch Abt zwei Pole-Positions. Abt erkämpfte des Weiteren einen Sieg im Qualifikationsrennen in Zandvoort. Mit diesen Erfolgen überflügelte das Privatteam die Werksmannschaft von Opel in den Tabellen für Fahrer und Teams.
Fahrerkader: Christian Abt (10. Platz), Laurent Aiello (5. Platz), Mattias Ekström (8. Platz), Martin Tomczyk (13. Platz)
Auto: Abt-Audi TT-R (Silhouetten-Coupé, 4-Liter-V8, 450 PS, 1.080 kg)

### 2002

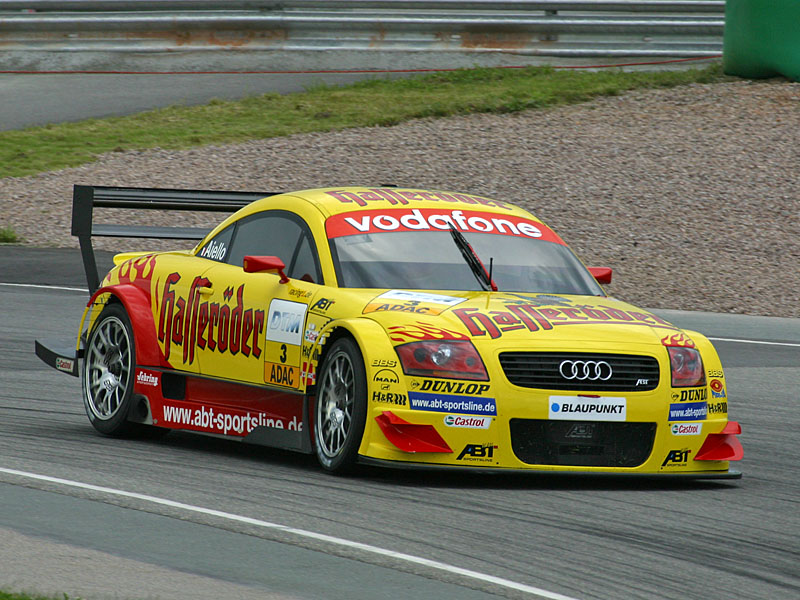
Abt-Audi TT-R von Laurent Aïello auf dem Sachsenring 2002

Mit fünf modifizierten 2001er-Autos (auffälligste Neuerung ist ein Doppelflügel am Heck) ging Abt Sportsline ins dritte DTM-Jahr. Neben Christian Abt, Laurent Aiello, Mattias Ekström und Martin Tomczyk komplettierte der ehemalige Formel-1-Pilot Karl Wendlinger aus Österreich das Quintett. Die Saison begann mit einem Doppelsieg in Hockenheim. Damit führte Abt Sportsline erstmals die DTM-Tabellen an. Auch der zweite Lauf in Zolder endete mit einem Doppel-Erfolg. Bei insgesamt neun der zehn Rennen jubelte mindestens ein Abt-Pilot auf dem Podium. Mit den meisten Siegen, den meisten Quali-Rennsiegen, den meisten Pole-Positions (je 4) und den meisten schnellsten Rennrunden (3) wurde Laurent Aiello Meister.
Fahrerkader: Christian Abt (7. Platz), Laurent Aiello (1. Platz), Mattias Ekström (3. Platz), Martin Tomczyk (9. Platz), Karl Wendlinger (13. Platz)
Auto: Abt-Audi TT-R (Silhouetten-Coupé, 4-Liter-V8, 455 PS, 1.080 kg)

### 2003
Das vierte DTM-Jahr war das letzte für Abt Sportsline als Privatteam. Ziel war es, den Titel zu verteidigen. Dafür wurde das Fahreraufgebot um eine weitere Person verstärkt. Nicht Stars wie Eddie Irvine und Ricardo Zonta, die sich nach Angaben des Teams um einen Platz im DTM-Cockpit bemüht hatten, bekamen den Zuschlag, sondern ein Kfz-Lehrling von Abt: der 19 Jahre alte Peter Terting.
Trotz erweiterten Fahrerkaders gelang Abt Sportsline 2003 nur ein einziger Sieg. Laurent Aiello triumphierte einmal mehr auf dem Nürburgring. Ein Grund für das mittelmäßige Abschneiden war eine Beschneidung der Aerodynamik durch das Reglement. Der Heckflügel des TT-R musste um 4 Zentimeter abgesenkt werden, die Konkurrenz von Opel und Mercedes durfte die Leitwerke ausfahren. Ein weiterer Schwachpunkt war der Motor des TT-R, der weniger Leistung hatte, als die Konkurrenz-Aggregate.
Fahrerkader: Christian Abt (12. Platz), Laurent Aiello (6. Platz), Mattias Ekström (4. Platz), Peter Terting (15. Platz), Martin Tomczyk (17. Platz), Karl Wendlinger (16. Platz)
Auto: Abt-Audi TT-R (Silhouetten-Coupé, 4-Liter-V8, 455 PS, 1.080 kg)

### 2004
Nach dem Einstieg von Audi in die DTM wurde Abt Sportsline (neben Joest Racing) eines von zwei Werksteams der Ingolstädter. Wie auch Opel und Mercedes-Benz wechselte das Audi-Lager vom Coupé zur Limousine. Der A4 DTM ersetzte den TT-R. Abt Sportsline wurde wegen seiner Erfahrungen in der DTM maßgeblich in die Entwicklung des neuen Autos mit eingebunden. Der A4 war vom Konzept her auf maximalen Abtrieb ausgelegt, Top-Speed spielte eine untergeordnete Rolle.
Mattias Ekström punktete als einziger Fahrer in allen Rennen, siegte viermal und wurde Meister. Teamneuzugang Tom Kristensen wurde als zweitbester Abt-Pilot Gesamtvierter. Die Fahrerpaarung Ekström/Tomczyk gewann für Abt Sportsline die Teamwertung.
Fahrerkader: Christian Abt (16. Platz), Mattias Ekström (1. Platz), Tom Kristensen (4. Platz), Martin Tomczyk (5. Platz)
Auto: Audi A4 DTM Typ R11 (Silhouetten-Tourenwagen, 4-Liter-V8, 460 PS, 1.080 kg)

### 2005
In seinem zweiten DTM-Jahr erhielt der Audi A4 DTM den jetzt markentypischen Singleframe-Kühlergrill, der die komplette Kühlluft für Motor, Bremse und Fahrer aufsaugt. Das Auto war sehr aggressiv zu fahren und verfügte nur über einen sehr schmalen Abstimmungsbereich, in dem es optimal arbeitete.
Am besten kam erneut Mattias Ekström mit dem Paket zurecht. Sein Duell mit Mercedes-Pilot Gary Paffett prägte die Saison. Siebenmal wechselte die Tabellenführung in diesem Jahr, ab dem dritten Rennen lagen Ekström und Paffett nie mehr als drei Punkte auseinander. Doch im Gegensatz zum Vorjahr holte sich diesmal Paffett den Titel. Ekström wurde Zweiter vor seinem Abt-Teamkollegen Tom Kristensen.
Erstmals gehörte Christian Abt in diesem Jahr nicht mehr zum Kader des Teams seiner Familie. Er tauschte seinen Platz mit Joest-Pilot Allan McNish.
Fahrerkader: Mattias Ekström (2. Platz), Tom Kristensen (3. Platz), Allan McNish (10. Platz), Martin Tomczyk (13. Platz)
Auto: Audi A4 DTM Typ R12 (Silhouetten-Tourenwagen, 4-Liter-V8, 460 PS, 1.050 kg)

### 2006
Nach dem Ausstieg von Opel aus der DTM wechselte der ehemalige Formel-1-Vizeweltmeister Heinz-Harald Frentzen 2006 zum Audi-Werksteam Abt Sportsline. Er ersetzte Allan McNish, stieg aber nach nur einem Jahr, das im Streit endete, vorzeitig aus dem Vertrag aus und trat vorübergehend zurück.
Die Einsatzautos von Audi und Mercedes wurden technisch eingefroren und durften offiziell nur noch in Details verbessert werden. Doch die Änderungen waren durchaus tiefgreifend. So kam bei Audi erstmals ein neuer V8 zum Einsatz, nachdem in den Vorjahren lediglich Verbesserungen an dem TT-R-Aggregat durchgeführt worden waren.
Als bester Abt-Pilot beendete Tom Kristensen die Saison als Dritter. Zwei Siege standen dem ersten technisch bedingten Ausfall (Brands Hatch) seiner DTM-Karriere gegenüber. Tabellenvierter wurde Martin Tomczyk, der in Barcelona seinen ersten DTM-Sieg feierte.
Fahrerkader: Mattias Ekström (8. Platz), Heinz-Harald Frentzen (7. Platz), Tom Kristensen (3. Platz), Martin Tomczyk (4. Platz)
Auto: Audi A4 DTM Typ R12 plus (Silhouetten-Tourenwagen, 4-Liter-V8, 460 PS, 1.070 kg)

### 2007

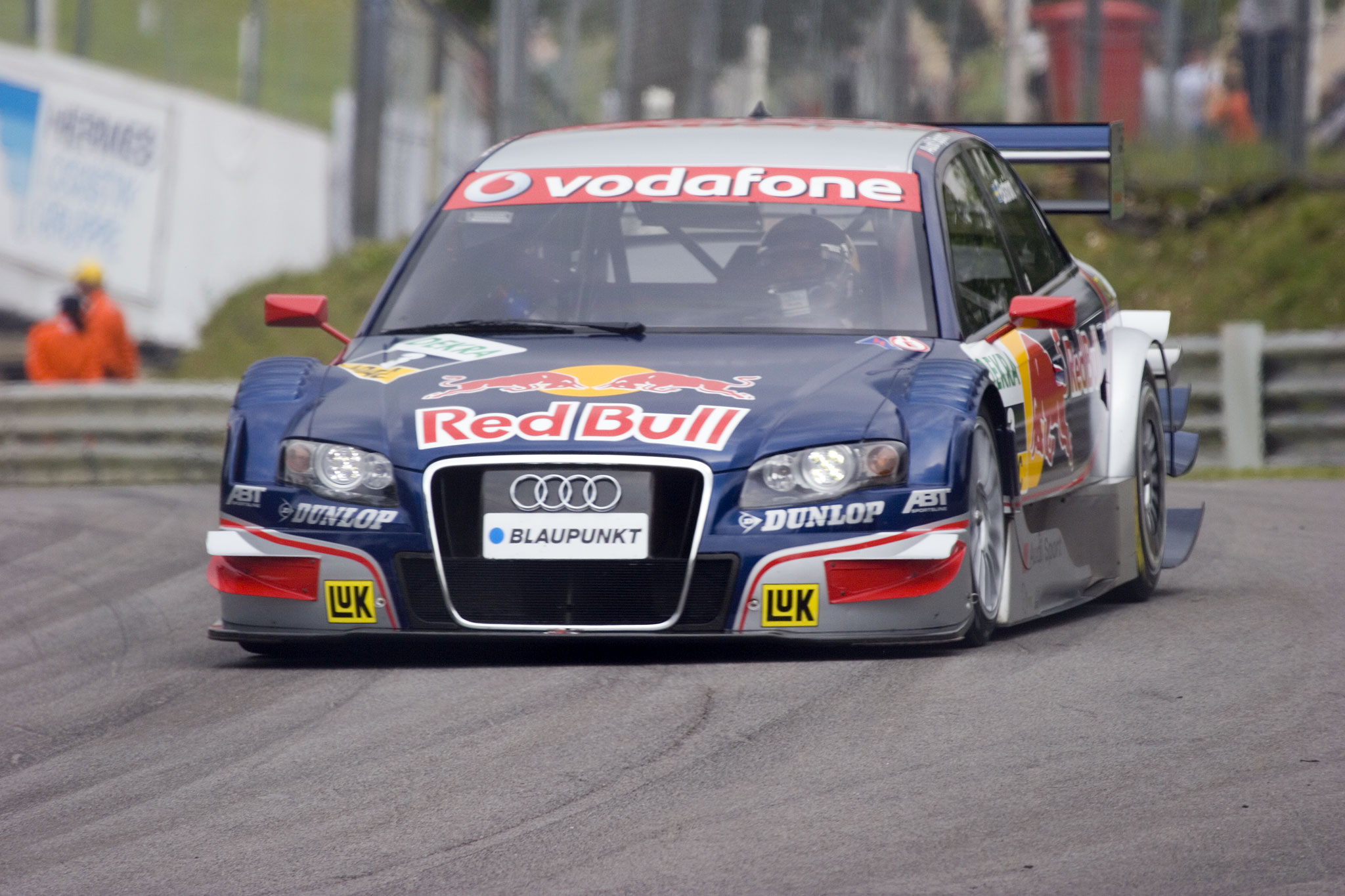
Audi A4 DTM von Mattias Ekström in Brands Hatch 2007

Nach einem harzigen Vorjahr meldete sich das Audi-Team Abt Sportsline 2007 zurück. Während Mercedes die C-Klasse nach einem Modellwechsel in der Serienproduktion gründlich überarbeitete, verpasste Audi dem nun mit dem Projektnamen R13 betitelten A4 nur einen aerodynamischen Feinschliff. Das vorher konsequent auf Abtrieb ausgerichtete Konzept war nun auch auf schnellen Strecken konkurrenzfähig. Dennoch ging das Technik-Duell mit sieben Siegen an Mercedes. Audi/Abt waren dreimal erfolgreich.
Dank konstanter Punkteausbeute reichte Abt-Pilot Mattias Ekström ein Sieg zum Titelgewinn. Einer seiner größten Rivalen war Langzeit-Teamkollege Martin Tomczyk, der 2007 endgültig seinen Durchbruch schaffte. Mit zwei Siegen wurde er Gesamtdritter und hatte so großen Anteil am Teamtitel von Abt Sportsline.
Der im Unfrieden mit Audi gegangene Heinz-Harald Frentzen wurde 2007 durch Timo Scheider ersetzt. Der Aufsteiger aus einem Vorjahresauto belegte Tabellenplatz 7. Tom Kristensen musste nach einem schweren Unfall beim Auftakt in Hockenheim bis zum Norisring-Rennen pausieren und kam auch danach nicht richtig in Tritt. Vertreten wurde der Verletzte durch Frank Biela (Oschersleben) und Markus Winkelhock (EuroSpeedway Lausitz, Brands Hatch).
Fahrerkader: Frank Biela (nur ein Rennen, punktelos), Mattias Ekström (1. Platz), Tom Kristensen (14. Platz), Martin Tomczyk (3. Platz), Timo Scheider (7. Platz), Markus Winkelhock (zwei Rennen, punktelos)
Auto: Audi A4 DTM Typ R13 (Silhouetten-Tourenwagen, 4-Liter-V8, 460 PS, 1.070 kg)

### 2008
Abt Sportsline erhielt in seiner neunten DTM-Saison die vier komplett neu entwickelten A4 DTM des Typs R14. Die Teams Rosberg und Phoenix mussten sich mit Autos der Jahrgänge 2007 und 2006 begnügen. Personell blieb bei Abt alles beim Alten: Matthias Ekström, Tom Kristensen, Timo Scheider und Martin Tomczyk bildeten erneut das Fahrerquartett der Allgäuer.
Scheider kam auf Anhieb bestens mit dem neuen A4 DTM zurecht und ließ bereits bei Vorsaisontests die Gegner hinter sich. Im Laufe des Jahres gelangen ihm wie seinem Stallgefährten Ekström drei Siege – es waren Scheiders erste in der DTM –, er agierte aber konstanter. Nur dreimal verpasste er den Sprung aufs Podest und nur einmal blieb er dabei punktelos. Ausfälle hatte er nicht.
Ekströms einziger Null-Punkte-Eintrag in der Tabelle war einem Wertungsausschluss geschuldet. In der Teamwertung belegten die Paarungen Scheider/Kristensen und Ekström/Tomczyk die Plätze zwei und drei.
Fahrerkader: Mattias Ekström (3. Platz), Tom Kristensen (8. Platz), Martin Tomczyk (7. Platz), Timo Scheider (1. Platz)
Auto: Audi A4 DTM Typ R14 (Silhouetten-Tourenwagen, 4-Liter-V8, 460 PS, 1.050 kg)

### 2009
Abt Sportsline und Audi schafften 2009 mit dem leicht modifizierten A4 (Typ R14 plus) den Titel-Hattrick, was zuvor noch keinem Team oder Hersteller in der DTM gelungen ist. Und Scheider war der erste Pilot nach Rekordchampion Bernd Schneider (Mercedes), der seinen Titel verteidigt hat.
Nach einem missglückten Qualifying-Poker und Reifenschäden in der Vorschlussrunde in Dijon (F) musste der Abt-Pilot bis zur letzten Runde des Jahres um seinen Titel bangen. Aber Gary Paffett (Mercedes) reichte selbst sein vierter Saisonsieg nicht, um Scheider noch abzufangen. Der neue Champion siegte zwar nur zweimal, war aber erneut sehr konstant. Seinen einzigen Nuller verdankt er einem Wertungsausschluss in Zandvoort, weil er zu spät zum Wiegen kam.
In der Teamwertung musste sich Abt Sportsline geschlagen geben. Wie im Vorjahr belegten die Paarungen Scheider/Kristensen und Ekström/Tomczyk die Plätze zwei und drei.
Erstmals startete mit der Britin Katherine Legge auch eine Frau für Abt Sportsline in der DTM. Sie trat unter dem Bewerbernamen Audi Sport Team Abt Lady Power an, blieb allerdings punktelos. Auf dem Norisring eroberte sie Startplatz fünf, würgte aber beim Start den Motor ab und fiel weit zurück. Sie markierte allerdings die schnellste Rennrunde.
Fahrerkader: Mattias Ekström (5. Platz), Tom Kristensen (8. Platz), Katherine Legge (18. Platz), Timo Scheider (1. Platz), Martin Tomczyk (6. Platz)
Autos: Audi A4 DTM Typ R14 plus (Silhouetten-Tourenwagen, 4-Liter-V8, 460 PS, 1.050 kg), Audi A4 Typ R14 (Silhouetten-Tourenwagen, 4-Liter-V8, 460 PS, 1.025 kg)

### 2010
Nach drei Jahren mit dem Fahrerquartett Ekström, Kristensen, Scheider, Tomczyk ging das Audi Sport Team Abt Sportsline 2010 mit neuem Lenkradpersonal an den Start. Der junge Brite Oliver Jarvis ersetzt Tom Kristensen, der seine Tourenwagenkarriere beendet hatte. Der Spanier Miguel Molina wurde anstelle von Katherine Legge fünfter Fahrer. Der Spanier steuerte im Gegensatz zu seinen Teamkollegen ein 2008er-Auto. Die übrigen Piloten besetzten 2009er-Audi, 2010er-Autos gab es in diesem Jahr weder bei Audi noch bei Mercedes.
Titelverteidiger Timo Scheider und Mattias Ekström siegten jeweils einmal, gegen das starke Mercedes-Trio Paul Di Resta, Gary Paffett und Bruno Spengler waren sie aber chancenlos. In der Abschlusstabelle belegten sie die Gesamtränge vier (Ekström) und fünf (Scheider).
Neuling Miguel Molina erzielte fünf Top-Acht-Resultate und wurde als Gesamtzehnter bester Neuling. Oliver Jarvis, der zweite Neue im Team, war trotz Technikvorteil des neuen Autos nur drei Punkte besser als Molina, schaffte wie Teamkollege Tomczyk nicht den Sprung aufs Podest und wurde Gesamtneunter.
Fahrerkader: Mattias Ekström (5. Platz), Oliver Jarvis (9. Platz), Miguel Molina (10. Platz), Timo Scheider (4. Platz), Martin Tomczyk (8. Platz)
Autos: Audi A4 DTM Typ R14 plus (Silhouetten-Tourenwagen, 4-Liter-V8, 460 PS, 1.050 kg), Audi A4 Typ R14 (Silhouetten-Tourenwagen, 4-Liter-V8, 460 PS, 1.025 kg)

### 2011
Zum ersten Mal seit 2001 startete Abt Sportsline ohne Martin Tomczyk in der DTM. Der Rosenheimer wechselte nach durchwachsenen Leistungen in den Vorjahren zum Team Phoenix und trat dort mit einem 2008er-Audi A4 an. Im Tausch kam Mike Rockenfeller zu Abt. Neben „Rocky“ pilotierten erneut Mattias Ekström, Oliver Jarvis und Timo Scheider die Ingolstädter Tourenwagen der letzten Ausbaustufe aus dem Jahr 2009. Miguel Molina startete weiterhin mit einem 2008er-Auto für die Allgäuer.
Neuzugang Rockenfeller lebte sich gut im neuen Team ein und feierte in Zandvoort gleich im zweiten Rennen als Abt-Pilot seinen ersten DTM-Sieg. Wegen eines Unfalls in Le Mans musste er in der Lausitz pausieren (Tom Kristensen ersetzte ihn). Bei seinem Comeback auf dem Norisring blieb er punktelos. Höhepunkte seiner zweiten Saisonhälfte waren ein dritter Platz auf dem Nürburgring und die Pole-Position in Brands Hatch. Am Ende wurde er Gesamtsechster. Timo Scheider beendete das Jahr als Vierter. Sein Saisonhöhepunkt war ein zweiter Platz auf dem Lausitzring.
Mattias Ekström zog sich beim Volleyballspielen während der Saisonvorbereitung einen Haarriss im Handgelenk zu. Dadurch fehlten dem Schweden wichtige Testkilometer mit den neuen Einheitsreifen, aber auch in den ersten Rennen setzten ihm die Folgen der Verletzung noch zu. Nach der Sommerpause erzielte Ekström drei Siege, einen zweiten und einen dritten Platz. Damit wurde Tabellenzweiter hinter dem Überraschungsmeister, seinen Ex-Teamkollegen Martin Tomczyk.
In der Teamwertung bescherten Ekström und Rockenfeller Abt Sportsline den Titel.
Fahrerkader: Mattias Ekström (2. Platz), Oliver Jarvis (10. Platz), Mike Rockenfeller (6. Platz), Timo Scheider (4. Platz), Miguel Molina (11. Platz)
Auto: Audi A4 DTM Typ R14 plus (Silhouetten-Tourenwagen, 4-Liter-V8, 460 PS, 1.050 kg), Audi A4 Typ R14 (Silhouetten-Tourenwagen, 4-Liter-V8, 460 PS, 1.025 kg)

### 2012

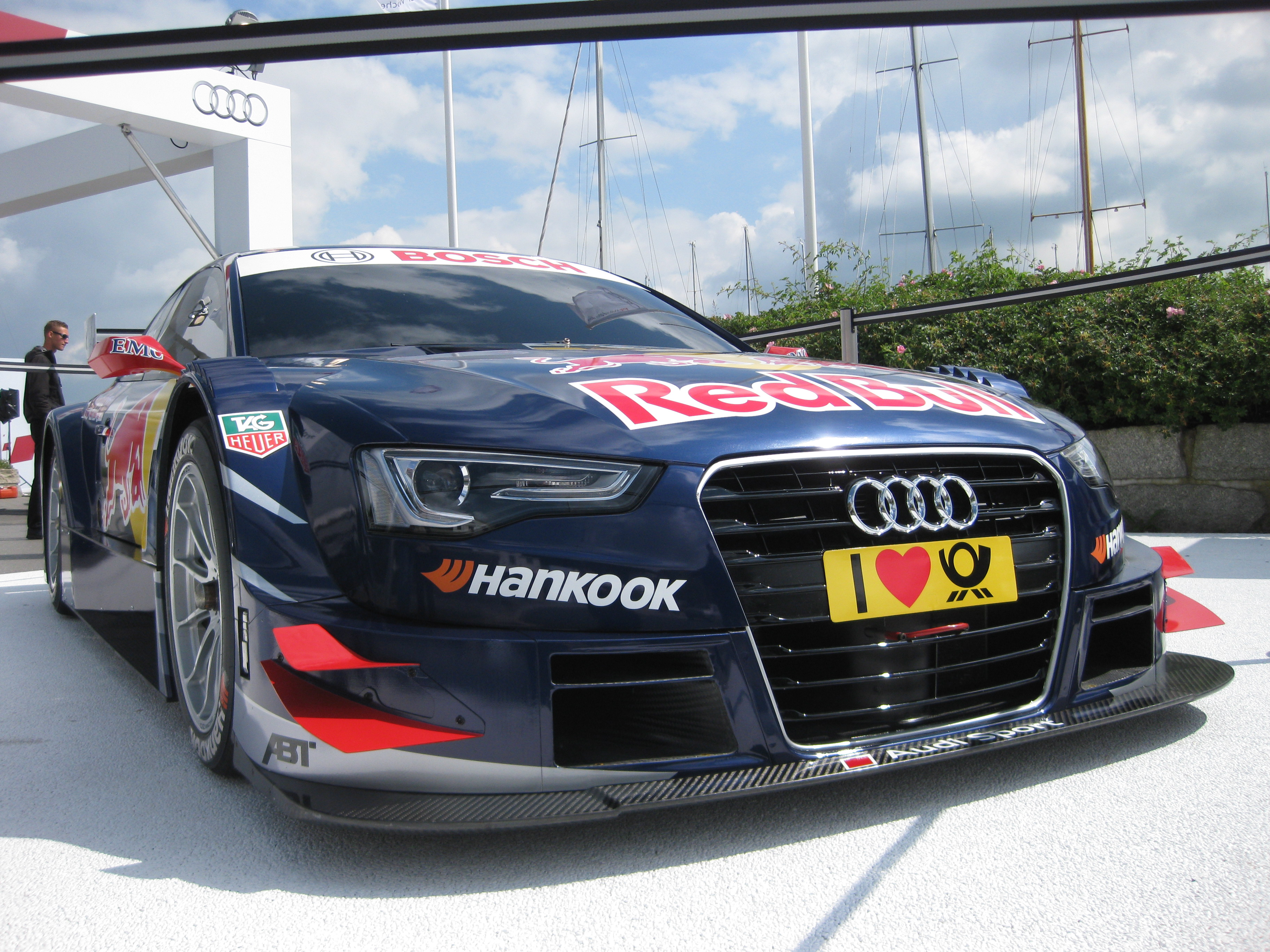
Audi A5 DTM von Mattias Ekström 2012

Abt Sportsline erlebte einen schlechten Start in die neue DTM-Ära, die mit der Rückkehr von BMW und der Einführung neuer Autos (bei Audi: A5 DTM) eingeläutet wurde. Zum ersten Mal seit der Debütsaison 2000 blieb Abt Sportsline sieglos in der DTM.
Der 34 Jahre alte Schwede Mattias Ekström erzielte in seiner zwölften kompletten Saison für Abt Sportsline drei dritte Plätze (Hockenheim, Zandvoort und Valencia) und belegte als bester Pilot des Teams Platz sechs der Gesamtwertung. Einen weiteren Podestplatz steuerte DTM-Neueinsteiger Adrien Tambay bei, der in Valencia Zweiter wurde. Weitere Punkte sammelte der Sohn des ehemaligen Formel-1-Piloten Patrick Tambay mit Platz 5 in Zandvoort. Teamneuzugang Rahel Frey fuhr mit Rang sieben in Valencia das beste DTM-Ergebnis ihrer Karriere ein. Timo Scheider erzielte mit Platz sechs sein bestes Ergebnis. Sein Saisonhöhepunkt war die Pole-Position in Zandvoort. Im Rennen fiel er aber nach einem Fehlstart zurück und später und nach einer Kollision aus.
Mattias Ekström gewann den Einzelwettbewerb des DTM-Showevents im Münchner Olympiastadion. Die Paarung Tambay/Scheider belegte im Teamstaffel-Wettbewerb Platz zwei.
Fahrerkader: Mattias Ekström (6. Platz), Rahel Frey (19. Platz), Timo Scheider (14. Platz), Adrien Tambay (10. Platz)
Auto: Audi A5 DTM Typ R17 (Silhouetten-Coupé, 4-Liter-V8, 460 PS, 1.100 Kilogramm)

### 2013
Im Vorfeld der Saison 2013 verließ Rahel Frey Abt Sportsline, das freigewordene Cockpit besetzte Jamie Green. Die Bezeichnung des Rennwagens wurde in Audi RS 5 DTM geändert.
Abt Sportsline absolvierte 2013 erneut eine sieglose Saison in der DTM. Kein Fahrer konnte in den Kampf um den Titel eingreifen. Mattias Ekström (2. in Moskau), Jamie Green (3. in Oschersleben) und Timo Scheider (3. in Zandvoort) erzielten jeweils einen Podestplatz. Beim Rennen auf dem Norisring hatte Ekström zwar als Erster die Ziellinie überquert, wurde aber nachträglich disqualifiziert. Sein Vater und ein Mechaniker hatten ihm vor dem Wiegen Wasserflaschen in den Rennanzug geschüttet. Somit wurde das Gesamtgewicht des Fahrers nach oben gedrückt, worin die Rennstewards einen Verstoß gegen die Parc-fermé-Regeln sahen. Abt ging anschließend in die Berufung, scheiterte aber vor dem Berufungsgericht des Deutschen Motor Sport Bundes.
Fahrerkader: Mattias Ekström (7. Platz), Jamie Green (11. Platz), Timo Scheider (10. Platz), Adrien Tambay (14. Platz)
Auto: Audi RS 5 DTM Typ R17 (Silhouetten-Coupé, 4-Liter-V8, 460 PS, 1.110 Kilogramm)

### 2014
Das erste Drittel der Saison 2014 blieb sieglos für Abt. Im neunten und zehnten Rennen – in Zandvoort und auf dem Hockenheimring – holte Mattias Ekström zwei Siegerpokale für Abt. Im Endklassement stand Ekström als Zweiter hinter dem neuen Champion Marco Wittmann (BMW). Die Schlussränge der drei anderen Abt-Piloten: 5. Edoardo Mortara, 14. Adrien Tambay, 17. Miguel Molina. In der Teamwertung errang Abt den zweiten Platz.
Fahrerkader: Mattias Ekström (2. Platz), Miguel Molina (17. Platz), Edoardo Mortara (5. Platz), Adrien Tambay (14. Platz)
Auto: Audi RS 5 DTM (Silhouetten-Tourenwagen, 4,0-Liter-V8, 340 kW/460 PS, Hinterradantrieb)

### 2015
Keine Wechsel gegenüber dem Vorjahr bei Abt: vier Audi RS 5 DTM-Werksautos, eingesetzt für das Fahrerquartett Ekström, Molina, Mortara, Tambay. Mattias Ekström gewann in Hockenheim und in Spielberg. Dort, auf dem Red Bull Ring in Österreich, landete auch Edoardo Mortara erstmals als Abt-Pilot ganz vorne. Miguel Molina gewann auf dem Nürburgring. Die Teamwertung schloss Abt mit dem dritten Platz ab.
Fahrerkader: Mattias Ekström (3. Platz), Miguel Molina (17. Platz), Edoardo Mortara (4. Platz), Adrien Tambay (24. Platz)
Auto: Audi RS 5 DTM Typ R17 (Silhouetten-Tourenwagen, 4,0-Liter-V8, 340 kW/460 PS, Hinterradantrieb)

### 2016
2016 holten die Allgäuer neun Siege und gewannen somit rund jedes zweite Rennen. Allen vier Fahrern der Mannschaft – Edoardo Mortara (5), Miguel Molina (2), Mattias Ekström und Nico Müller (je 1) – gelang dabei ein erster Platz. Die Belohnung: ABT Sportsline gewann zum vierten Mal die Teamwertung.
Fahrerkader: Mattias Ekström (7. Platz), Miguel Molina (13. Platz), Edoardo Mortara (2. Platz), Nico Müller (9. Platz), Mike Rockenfeller (nur zwei Rennen und 10 Punkte, insgesamt 19. Platz)
Auto: Audi RS 5 DTM Typ R17 (Silhouetten-Tourenwagen, 4,0-Liter-V8, 340 kW/460 PS, Hinterradantrieb)

### 2017
Zum ersten Mal war Abt in der DTM mit nur zwei Autos am Start – mit Mattias Ekström und Nico Müller. Mattias Ekström hatte bis unmittelbar nach seinem Sieg am Red Bull Ring mit 21 Punkten Vorsprung, Top-Chancen auf seinen dritten DTM-Titel. Doch zwei schlechte Qualifyings, eine Grid-Strafe und nur P11 und P8 in den Finalrennen, schmälerten den Vorsprung und mit 176:179 Punkten wurde Ekström zweiter. Nico Müller wurde am Ende Zwölfter. In der Teamwertung bedeutete das einen zweiten Platz für Abt.
Fahrerkader: Mattias Ekström (2. Platz), Nico Müller (12. Platz)
Auto: Audi RS 5 DTM Typ R17 (Silhouetten-Tourenwagen, 4,0-Liter-V8, über 370 kW/500 PS, Hinterradantrieb)

### 2018
Nach 17 Jahren startete Mattias Ekström 2017 erstmals nicht in der DTM. Der Schwede trat beim DTM-Saisonauftakt in Hockenheim zu zwei allerletzten Starts als Abt-Gastfahrer ohne Punkteberechtigung an. Nico Müller rückte bei den Allgäuern in die Rolle des Routiniers. Neu im Team: Robin Frijns. Die beiden Fahrer belegten am Ende der Saison Platz 10 (Müller) und Platz 13 (Frijns). In der Teamwertung schaffte es Abt auf den 7. Platz.
Fahrerkader: Robin Frijns (13. Platz), Nico Müller (10. Platz)
Auto: Audi RS 5 DTM Typ R17 (Silhouetten-Tourenwagen, 4,0-Liter-V8, über 370 kW/500, Hinterradantrieb)

### 2019
In Misano gelang Nico Müller der erste Sieg für Abt Sportsline seit 2017. Zwei weitere Abt-Siege holte Müller auf dem Lausitzring und dem Hockenheimring. Teamkollege Robin Frijns steuerte als Bestleistungen zweimal P2 bei. Mit einem Vizetitel für Müller (hinter René Rast) und das Team (hinter Rosberg) rundete Abt Sportsline seine 20. DTM-Saison ab.
Fahrerkader: Robin Frijns (5. Platz), Nico Müller (2. Platz)
Auto: Audi RS 5 DTM Typ R17 (Silhouetten-Class-1-Tourenwagen, 2,0-Liter-Turbo-Vierzylinder, über 448 kW/610, ca. 22 kW/30 PS Mehrleistung durch Push-to-Pass-Funktion auf insgesamt 470 kW/640 PS, Hinterradantrieb)

### 2020
Audi gab nach der Saison 2020 sein Werksprojekt DTM auf. Der erste Start der Saison verschob sich wegen der Corona-Pandemie auf den 1. August. Dann folgten in 100 Tagen 18 Wertungsläufe auf sechs Strecken für die beiden verbliebenen Marken Audi und BMW. Mit sechs ersten Plätzen für Nico Müller und drei für Robin Frijns, gewann Abt seinen fünften DTM-Titel.
Fahrerkader: Robin Frijns (3. Platz), Nico Müller (2. Platz)
Auto: Audi RS 5 DTM Typ R17 (Silhouetten-Class-1-Tourenwagen, 2,0-Liter-Turbo-Vierzylinder, über 426 kW/580 PS, ca. 44 kW/60 PS Mehrleistung durch Push-to-Pass-Funktion auf insgesamt 470 kW/640 PS, Hinterradantrieb)

### 2021
In der DTM begann 2021 eine neue Ära: Erstmals setzte die Rennserie auf GT3-Sportwagen. Sieben Marken sorgten für Abwechslung: Mercedes-Benz, Audi, BMW und Neueinsteiger Ferrari, Lamborghini, McLaren und Porsche.
Abt Sportsline brachte drei Audi R8 LMS an den Start, pilotiert von zwei Neuzugängen und einem Rückkehrer: dem zweimaligen ADAC-GT-Masters-Champion Kelvin van der Linde, der GT3-Debütantin Sophia Flörsch sowie dem Ex-DTM-Meister Mike Rockenfeller. Gastauftritte gaben bei Abt Markus Winkelhock und Formel-E-Star Lucas di Grassi. DTM-Novize van der Linde war mit vier Siegen erfolgreichster Fahrer der Saison. Die Teamwertung schloss Abt auf dem zweiten Platz ab.
Fahrerkader: Lucas di Grassi (nur vier Rennen als Gaststarter außerhalb der Punktwertung), Sophia Flörsch (18. Platz), Mike Rockenfeller (8. Platz), Kelvin van der Linde (3. Platz), Markus Winkelhock (nur zwei Rennen, 23. Platz)
Auto: Audi R8 LMS GT3 Evo II (GT3-Sportwagen, 5,2-Liter-V10, 430 kW/585 PS – abweichende Motorleistung je nach aktueller Einstufung der Balance of Performance des Serienveranstalters, Hinterradantrieb)

### 2022
René Rast holte 2022 für Abt den dritten Platz in der Fahrerwertung. Mit vier Pole-Positions, einem Sieg, zwei zweiten und drei dritten Plätzen, steuerte er auch maßgeblich zum 3. Platz in der Teamwertung bei. In den beiden anderen Audi R8 LMS GT3 Evo II von Abt Sportsline holte der zweite Teamneuling und DTM-Rookie Ricardo Feller eine Pole-Position, einen Sieg und einen dritten Rang, Kelvin van der Linde eine Pole-Position und einen zweiten Platz.
Fahrerkader: Ricardo Feller (15. Platz), René Rast (3. Platz), Kelvin van der Linde (9. Platz)
Auto: Audi R8 LMS GT3 Evo II (GT3-Sportwagen, 5,2-Liter-V10, 430 kW/585 PS – abweichende Motorleistung je nach aktueller Einstufung der Balance of Performance des Serienveranstalters, Hinterradantrieb)

### 2023
Die erste Saison der DTM unter Federführung des ADAC bestritt Abt Sportsline mit zwei Audi R8 LMS GT3 Evo II. Wie das Auto waren auch die Fahrer dieselben: Kelvin van der Linde fuhr seine dritte Saison für Abt Sportsline, Ricardo Feller seine zweite. Das Team konnte zwei Siege verzeichnen – Ricardo Feller in Zandvoort und Kelvin van der Linde in Spielberg. In der Teamwertung erreichte Abt den dritten Platz.
Fahrerkader: Ricardo Feller (3. Platz), Kelvin van der Linde (8. Platz)
Auto: Audi R8 LMS GT3 Evo II (GT3-Sportwagen, 5,2-Liter-V10, 430 kW/585 PS – abweichende Motorleistung je nach aktueller Einstufung der Balance of Performance des Serienveranstalters, Hinterradantrieb)

### DTM-Bilanz 2000–2023
- 5 Fahrertitel: 2002 (Laurent Aiello), 2004, 2007 (Mattias Ekström), 2008, 2009 (Timo Scheider)
- 5 Teamtitel: 2004, 2007, 2011, 2016, 2020
- 317 Rennen, 75 Siege, 251 Podien, 89 Pole Positions und 66 schnellste Rennrunden[57]

## GT-Sport
1994 baute Abt Sportsline auf Basis des Audi Coupé einen Prototyp auf, mit dem Hans-Jürgen Abt im ADAC GT Cup startete. Größere Erfolge blieben aber aus. Zur Saisonmitte übernahm sein jüngerer Bruder Christian das Auto, aber auch ihm gelang nur einmal der Sprung aufs Podest mit einem dritten Platz in Spa. Die Aufteilung mit Hans-Jürgen Abt als Teamchef und Christian Abt als Pilot blieb auch in den kommenden Jahren bis hin zur DTM bestehen. Der im ADAC GT Cup eingesetzte C5 steht heute im Abt-Museum in Kempten.

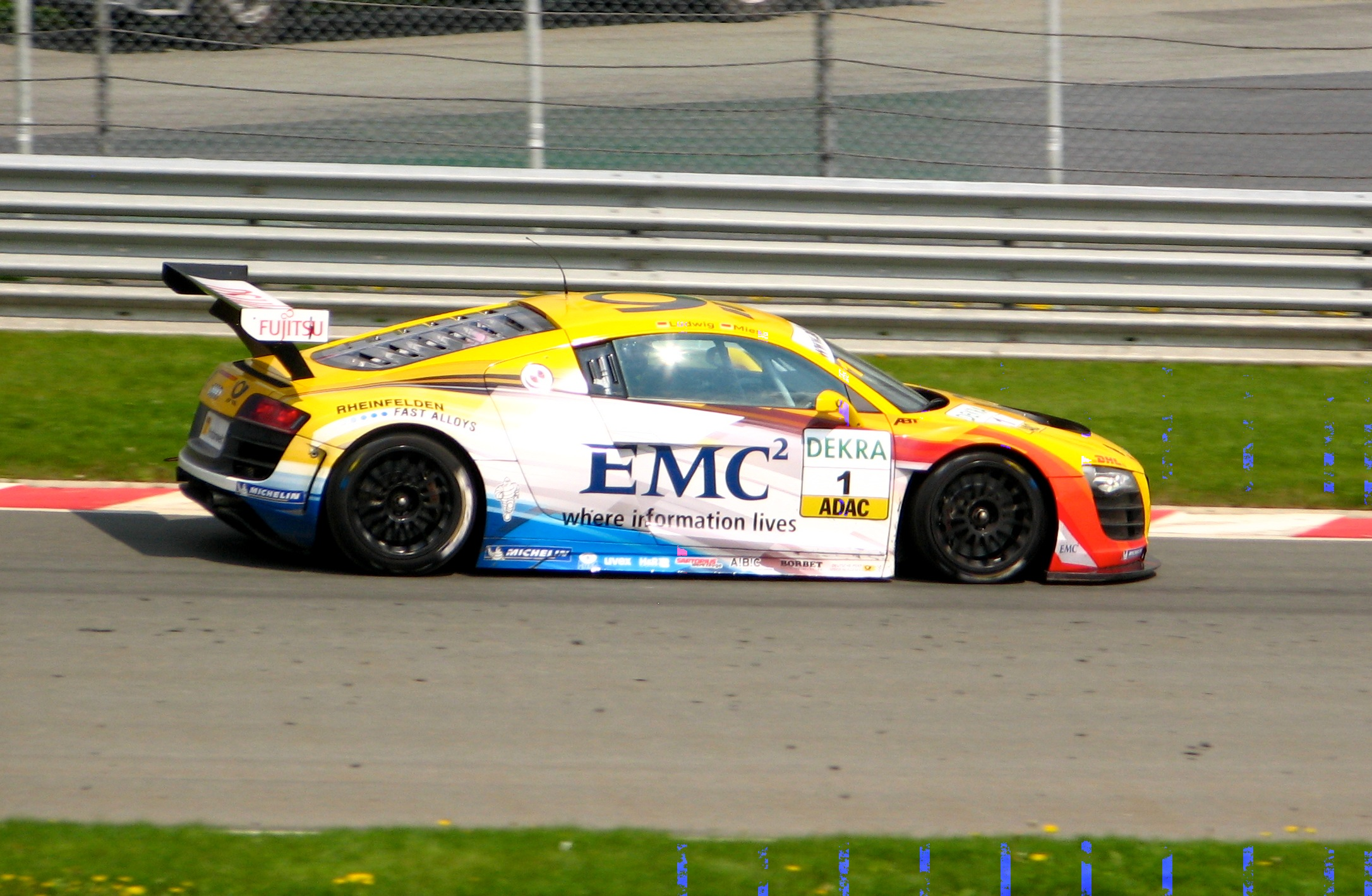
Audi R8 LMS von Abt Sportsline im ADAC GT Masters 2010

Als Audi 2008 eine GT3-Rennversion des Mittelmotorsportwagens R8 für den Kundensport aufbaute, beteiligte sich Abt Sportsline an der Entwicklungsarbeit und erhielt als eines der ersten Teams ein Fahrzeug. Abt Sportsline setzte 2009 zunächst einen, später in der Saison zwei dieser Audi R8 LMS im ADAC GT Masters ein. Christian Abt sicherte sich mit Unterstützung wechselnder Cockpitpartner (Shane Williams, Jan Seyffarth, Christopher Mies) den Meistertitel. Damit kann er Titel in den Motorsport-Klassen Formel (ADAC Formel Junior, 1991), Tourenwagen (STW, 1999) und Sportwagen (ADAC GT Masters, 2009) aufweisen.
Nach seinem Titelgewinn wechselte Abt vom Cockpit auf den Posten den Teamchefs des GT3-Projekts. Die beiden Audi R8 LMS wurden 2010 von Christopher Mies, Luca Ludwig, Jens Klingmann und Kuba Giermaziak pilotiert. Sie holten fünf Siege, belegten die Tabellenplätze 2, 3, 5 und 8 und sicherten Abt Sportsline den Teamtitel.
2011 war das vorerst letzte Jahr von Abt Sportsline im ADAC GT Masters. Immer wieder kritisierte Teamchef Christian Abt die in seinen Augen ungerechte Einstufung des Audi R8 durch die sogenannte „Balance of Performance“. Dennoch mischten die einmal siegreichen Christopher Mies und Luca Ludwig lange im Kampf um den Titel mit, am Ende belegten sie die Plätze drei und vier. Christer Jöns und Jens Klingmann wurden Siebter und Achter. In der Teamwertung eroberte Abt Sportsline Rang drei.

## Formelsport

### Nachwuchsklassen
Nachdem Christian Abt 1990 die ADAC Formel-Schule als Klassenbester abgeschlossen hatte, verkaufte er sein Privatauto, um den Einstieg in den Formelsport für die Saison 1991 zu finanzieren. Sein Team in der ADAC Formel Junior, das zunächst aus ihm selbst sowie einem Mechaniker und seinem Bruder Hans-Jürgen als Allround-Kraft bestand, firmierte unter dem Familiennamen. Obwohl Christian Abt im Gegensatz zur karterfahrenen Konkurrenz bislang eher im Motocross auf zwei Rädern erfolgreich war, gelang ihm nach dem Wechsel ins Auto-Cockpit bereits im ersten Jahr der Titelgewinn.
Danach wechselte Christian Abt mit dem Team Abt in die deutsche Formel-3-Meisterschaft. Sein frei gewordenes Formel-ADAC-Auto wurde 1992 von Formel-Neuling Ralf Schumacher besetzt.
Christian Abt startete mit dem Familien-Team „Abt Motorsport“ bis 1995 in der Deutschen Formel-3-Meisterschaft. 1992 gewann er in einem Ralt-Volkswagen RT35/892 die B-Wertung für Fahrer, die in gebrauchten Autos antraten. Ab 1993 fuhr er aktuelles Material (Dallara-Opel 393/020) in der deutschen Formel-3-Meisterschaft und erkämpft einen siebten Gesamtplatz. Eine zu aggressive Fahrweise und damit verbundene Fehler verhinderten eine bessere Platzierung. 1993 hatte Abt Motorsport ein zweites Auto genannt, das aber nicht zum Einsatz kam.
1994 (mit einem Dallara-Opel 394/006) und 1995 (mit einem Dallara-Opel 395/015) musste er als Privatfahrer gegen Piloten mit Werksunterstützung antreten und blieb chancenlos. Danach konzentrierten sich Abt und das Team Abt auf die Supertourenwagen-Meisterschaft (STW).
2008 kehrte Abt Sportsline in den Formelsport zurück. Grund war Hans-Jürgen Abts Sohn Daniel, der nach ersten Erfolgen im Kartsport in den Automobilsport wechselte. Abt setzte zwei Dallara-Volkswagen im ADAC Formel Masters ein, einen für Daniel Abt, den anderen Wagen pilotierte zunächst Markus Pommer (2008) und dann René Binder (2009).
Pommer wurde 2008 fünfmal unter den besten drei gewertet, einmal als Sieger und wurde Gesamtfünfter. Daniel Abt schaffte in seinem ersten Formeljahr dreimal den Sprung aufs Podest und wurde Gesamtachter. Zwei zweite Plätze waren seine besten Resultate. 2009 verbuchte Abt acht Siege in 16 Rennen und wurde vorzeitig Meister. Abt Sportsline sicherte sich den Teamtitel. Binder steuerte drei Podestplätze bei und wurde Gesamtsiebter.
Daniel Abt wechselte 2010 in den deutschen Formel-3-Cup zu Van Amersfoort Racing. Damit beendete Abt Sportsline die zweite Formel-Ära. Die beiden ADAC-Formel-Masters-Rennwagen wurden verkauft.

### FIA-Formel-E-Weltmeisterschaft

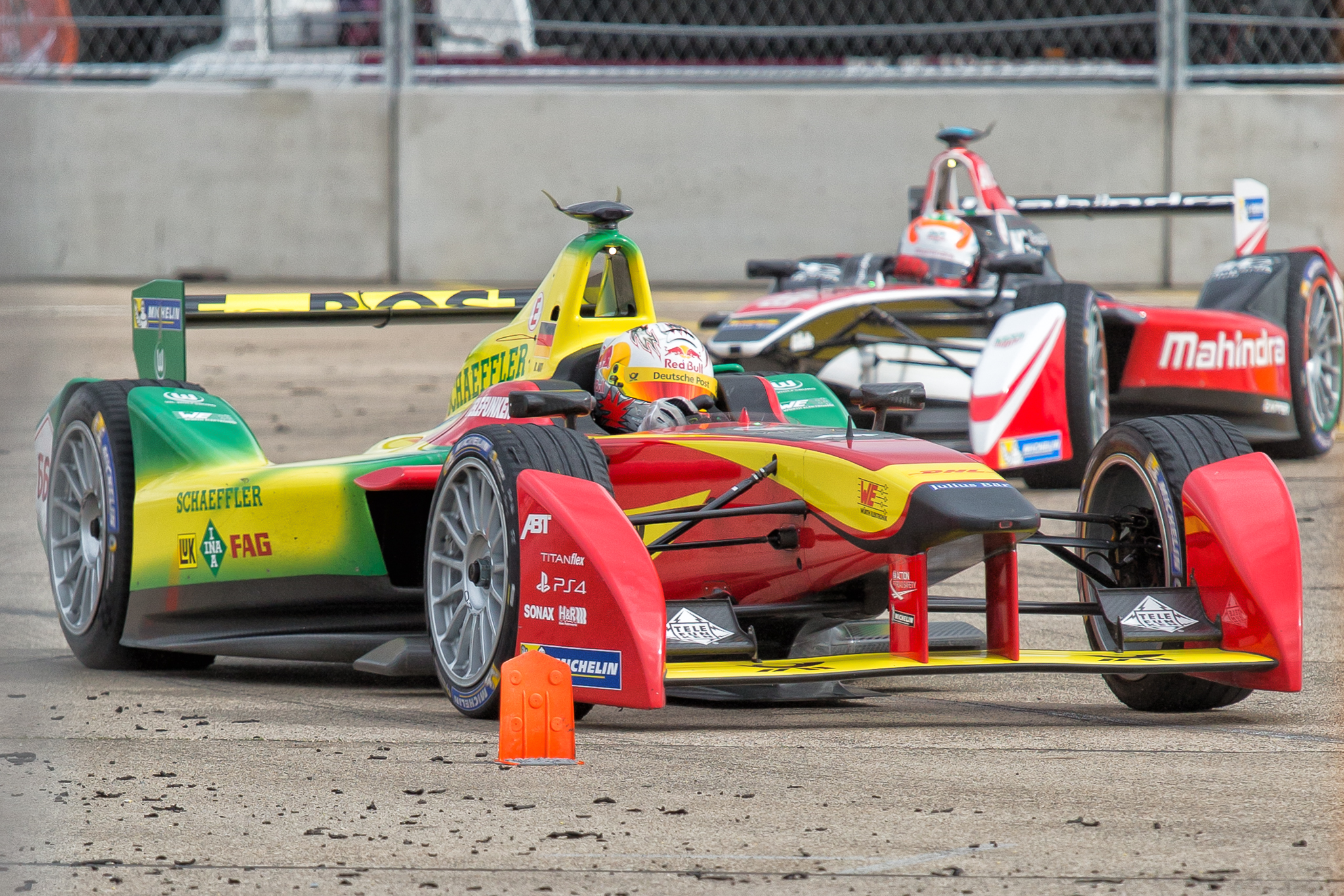
Daniel Abt beim Berlin ePrix 2015

Ab 2014/15 trat Abt in der neugegründeten FIA-Formel-E-Meisterschaft an. Als Fahrer verpflichtete das Team Daniel Abt und Lucas di Grassi. Nachdem das Team die erste Saison auf Platz drei der Teamwertung beendet hatte, erzielte es in den beiden Folgejahren jeweils den zweiten Platz, di Grassi gewann 2016/17 den Fahrertitel. Im Juli 2017, unmittelbar nach dem Ende der dritten Saison, übernahm Audi sämtliche Anteile am Formel-E-Team. Abt wird weiterhin die Einsätze an der Rennstrecke betreuen, neuer Teamchef wird Allan McNish.
In der vierten Saison trat das Team unter dem Namen Audi Sport ABT Schaeffleran. Am Saisonende gewann das Team mit 264 Punkten erstmals die Teammeisterschaft. Di Grassi wurde zudem Vizemeister hinter Jean-Éric Vergne.
In der Saison 2018/19 siegte di Grassi siegte bei zwei Rennen und belegte den dritten Platz in der Fahrerwertung, Abt wurde mit zwei dritten Plätzen als beste Ergebnisse Siebter. Das Team belegte mit 203 Punkten den zweiten Platz in der Teamwertung.
In der sechsten Saison wurde Daniel Abt vor dem Saisonfinale durch René Rast ersetzt. Das Team erzielte zum ersten Mal in einer Formel-E-Saison keinen Sieg und belegte am Saisonende mit 114 Punkten den sechsten Platz in der Teamwertung.
In der Saison 2020/21 der FIA-Formel-E-Weltmeisterschaft gewann di Grassi 2 Rennen. Mit 165 Punkten belegte Audi Rang vier in der Teamwertung. Di Grassi wurde in der Fahrerwertung Siebter, Rast belegte Rang 13. Mit dieser Saison endete die Zusammenarbeit zwischen Abt und Audi in der Formel-E.
Nach einem Jahr Pause startete Abt in der Saison 2022/23 wieder mit dem Motorenpartner Mahindra und dem Namenssponsor Cupra. Mit den Fahrern Robin Frijns, Nico Müller und Kelvin van der Linde konnte nur der letzte Platz der Teamwertung erreicht werden.
Zur Saison 2023/24 startete man mit Lucas di Grassi und weiterhin mit Nico Müller. Im Laufe der Saison wurde bekannt, dass man sich vom Motorenpartner in der darauffolgenden Saison trennt und vereinbarte eine Zusammenarbeit mit Lola Cars und Yamaha.

## 24-Stunden-Rennen auf dem Nürburgring

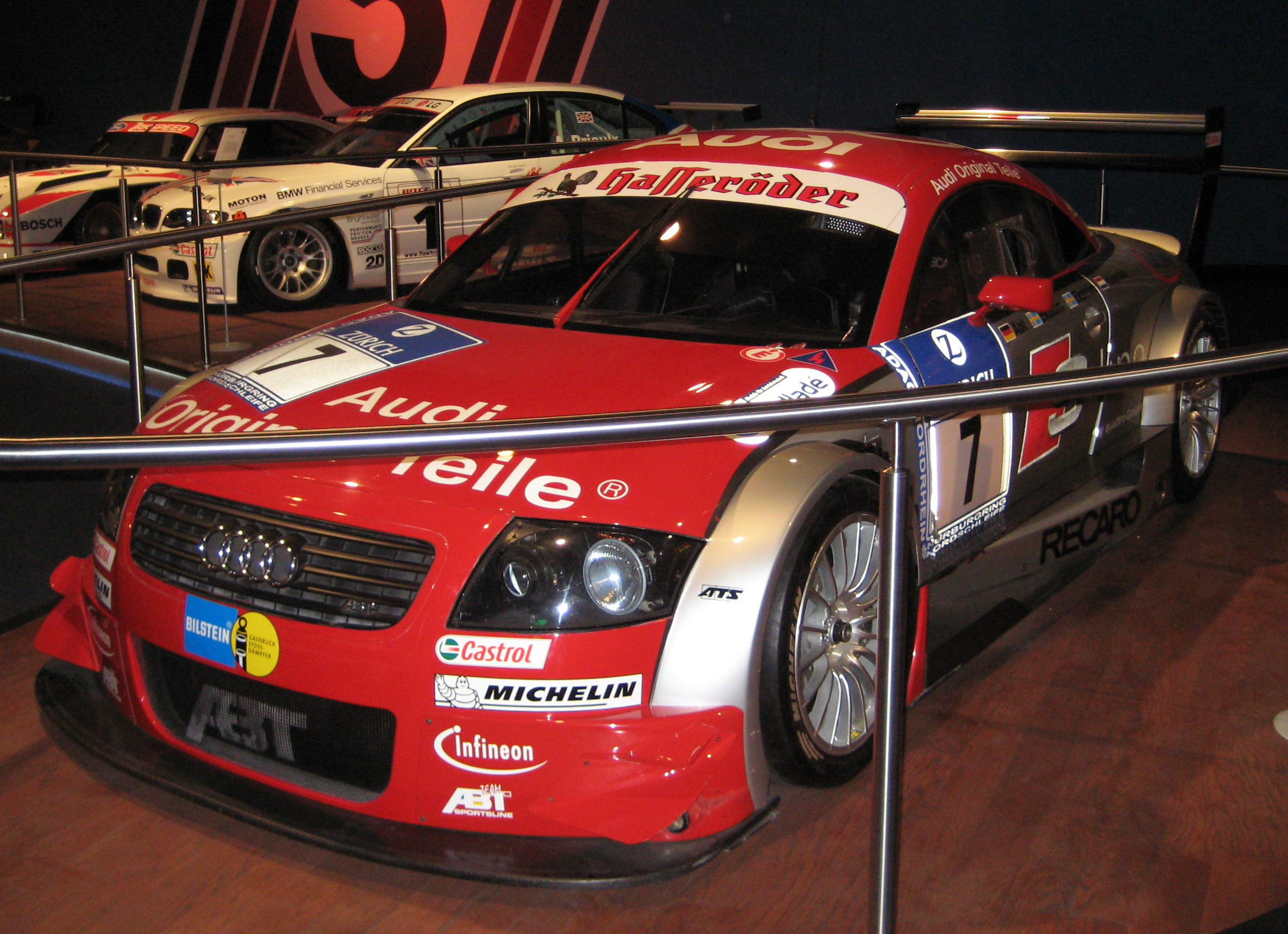
Abt-Audi TT-R des 24-Stunden-Rennens auf dem Nürburgring 2003

### 1997
Sein Debüt beim seit 1970 auf dem Nürburgring veranstalteten 24-Stunden-Rennen Automobil-Marathon gab Abt Sportsline 1997. Die Allgäuer unterstützten dabei technisch und personell einen Werkseinsatz von Volkswagen. In einem der beiden teilnehmenden VW Golf TDI gehörte Christian Abt zur Fahrerbesatzung. Im Wechsel mit Jürgen Hohenester und Kris Nissen fuhr er im hochkarätigen Starterfeld überraschend auf Gesamtrang zwei.
Fahrerkader: Christian Abt, Jürgen Hohenester, Kris Nissen (2. Platz); Raimund Baumschlager, Thomas Klenke, Jörg Seidel (Ausfall)
Auto: VW Golf TDI (Seriennaher Tourenwagen, 1,9-Liter-Turbo-Diesel, 125 kW/170 PS, Frontantrieb)

### 1999
Bei ihrem eigenständigen Einstand als Team beim 24-Stunden-Rennen auf dem Nürburgring bewiesen die „Äbte“ 1999 einmal mehr den für ihr Familienunternehmen urtypischen Pioniergeist. Abt Sportsline brachte einen Audi A4 quattro mit Erdgas- statt Benzinmotor an den Start, ein absolutes Novum im Motorsport.
Die Erdgas-Weltpremiere von Abt beim legendäre Automobil-Marathon in der Eifel verlief dramatisch. Ein Steinschlag zerfetzte den Zahnriemen und weitere Motorenteile. Während der dreistündigen Reparaturpause fiel das Fahrertrio Christian Abt/Jürgen Hohenester/Christian Menzel zurück bis auf Platz 187. Bei ihrer furiosen Aufholjagd machten sie 135 Plätze gut, erzielten noch den 52. Gesamtklassements und damit mehr als einen Achtungserfolg.
Fahrerkader: Christian Abt, Jürgen Hohenester, Christian Menzel (52. Platz gesamt, 3. Platz Klasse für alternative Antriebe)
Auto: Audi A4 quattro (Tourenwagen), 1,8-Liter-Vierzylinder-Erdgas-Turbo, 199 kW (270 PS), Allradantrieb

### 2000
Abt Sportsline trat 2000 erneut mit seinem innovativen Erdgas-Audi beim 24-Stunden-Rennen auf dem Nürburgring an. Ein Getriebedefekt verhinderte die Sensation für die Allgäuer. Bei der Aufgabe lagen Christian Abt, Christian Menzel und Kris Nissen, die sich diesmal am Steuer abwechselten, in der Spitzengruppe und auf Podestkurs.
Fahrerkader: Christian Abt, Christian Menzel, Kris Nissen (Aufgabe wegen Getriebedefekts)
Auto: Audi A4 quattro (Tourenwagen), 1,8-Liter-Vierzylinder-Erdgas-Turbo, 199 kW (199 kW/270 PS), Allradantrieb

### 2003
Im Werkseinsatz für Audi ging Abt Sportsline 2003 mit zwei Abt-Audi TT-R beim 24-Stunden-Rennen auf dem Nürburgring an den Start. Die ansonsten in der DTM verwendeten Silhouetten-Coupés wurden für den Einsatz auf der anspruchsvollsten Rennstrecke der Welt speziell verstärkt und modifiziert. Die Allgäuer verpassen als Zweite knapp den Sieg und werden außerdem 28. im Gesamtklassement.
Fahrerkader: Christian Abt, Kris Nissen, Karl Wendlinger, Marco Werner (2. Platz gesamt, 2. Platz Klasse E1); Christian Abt, Frank Biela, Mattias Ekström, Karl Wendlinger (28. Platz gesamt, 3. Platz Klasse E1)
Auto: Abt-Audi TT-R (Silhouetten-Coupé, 4,0-Liter-V8, 335 kW/455 PS, Hinterradantrieb)

### 2004
Das Audi-Werksteam Abt Sportsline schrammte 2004 als Vierter des Eifelklassikers knapp am Podium vorbei und erreichte mit seinem zweiten Abt-Audi TT-R den achten Rang.
Fahrerkader: Christan Abt, Patrick Huisman, Frank Stippler, Karl Wendlinger (4. Platz gesamt, 3. Platz Klasse E1); Christian Abt, Fredrik Ekblom, Mattias Ekström, Patrick Huisman (8. Platz gesamt, 4. Platz Klasse E1)
Auto: Abt-Audi TT-R (Silhouetten-Coupé, 4,0-Liter-V8, 335 kW/455 PS, Hinterradantrieb)

### 2009
Mit der GT3-Version des Audi R8 LMS kehrte Abt Sportsline 2009 zurück zum 24-Stunden-Rennen Nürburgring. Mit dem seriennahen Supersportwagen bestritt das Rennteam aus dem Allgäu ab 2009 überdies die Serie ADAC GT Masters. Wie schon 2003 schaffte Abt Sportsline 2009 den zweiten Platz – und gleichzeitig seinen ersten Klassensieg beim Eifelklassiker. Der zweite Abt-R8 wurde nach 24 Nürburgring-Rennstunden als insgesamt 23. gewertet.
Fahrerkader: Christian Abt, Jean-François Hemroulle, Pierre Kaffer, Lucas Luhr (2. Platz gesamt, 1. Platz Klasse SP9); Mattias Ekström, Lucas Luhr, Timo Scheider, Marco Werner (23. Platz gesamt, 13. Platz Klasse SP9)
Auto: Audi R8 LMS (GT3-Sportwagen, 5,2-Liter-V10, über 368 kW/500 PS, Hinterradantrieb)

### 2010
Abt Sportsline holte 2010 im Qualifying die erste Pole-Position eines Audi beim 24-Stunden-Rennen Nürburgring. Doch im Rennen war der im Wechsel von Mattias Ekström, Oliver Jarvis, Timo Scheider und Marco Werner gesteuerte, lange Zeit das Feld anführende Audi R8 LMS GT3 aus Kempten nach gut sieben Stunden bereits raus. Ursache war eine Kollision. Das Schwesterauto stoppte wenige Stunden vor der Zielflagge auf der aussichtsreichen zweiten Position und in Schlagdistanz zur Spitze eine defekte Antriebswelle.
Fahrerkader: Christian Abt, Emmanuel Collard, Lucas Luhr, Christopher Mies (Ausfall wegen defekter Antriebswelle); Mattias Ekström, Oliver Jarvis, Timo Scheider, Marco Werner (Ausfall nach Kollision)
Auto: Audi R8 LMS (GT3-Sportwagen, 5,2-Liter-V10, über 368 kW/500 PS, Hinterradantrieb)

### 2011
2011 lief es beim Eifelmarathon nicht rund für Abt Sportsline. Im Kampf um den Sieg kollidierte einer von zwei Audi R8 LMS mit einem anderen Auto. Fahrzeug zwei der „Äbte“ warf ein gelockertes Relais und ein Unfall bis auf Platz zwölf zurück.
Fahrerkader: Christian Abt, Mattias Ekström, Timo Scheider, Marco Werner (5. Platz gesamt, 3. Platz Klasse SP9); Christian Abt, Christer Jöns, Luca Ludwig, Christopher Mies. (12. Platz gesamt, 8. Platz Klasse SP9)
Auto: Audi R8 LMS (GT3-Sportwagen, 5,2-Liter-V10, über 368 kW/500 PS, Hinterradantrieb)

### 2016
Im Werksauftrag von Bentley begann Abt Sportsline 2016 sein viertes Kapitel bei den 24 Stunden auf dem Nürburgring. Für die britische Traditionsmarke starteten die Allgäuer beim Langstrecken-Klassiker mit zwei Bentley Continental GT3 gegen sieben weitere Automobilmarken. Den massiven Hagelschauer kurz nach Rennbeginn überstanden die beiden „gelben Riesen“ des Bentley Team Abt unbeschadet. Nach dem zwischenzeitlichen Abbruch traten die bulligen Gran Turismo wieder an zum Neustart.
Am Ende schafften es Christopher Brück, Fabian Hamprecht, Christian Menzel und Guy Smith auf den siebten Rang. Das bedeutete die bis dahin höchste Platzierung eines Continental GT3 bei einem 24-Stunden-Rennen. Bentley war damit 2016 erfolgreichste ausländische Marke auf dem deutschen Traditionskurs. Das zweite Bentley-Team-Abt-Auto mit Christopher Brück, Marco Holzer, Christer Jöns und Steven Kane, das nach Ausrutscher und Reparaturstopp bis auf Platz 101 abgestürzt war, brachte eine beherzte Aufholjagd wieder nach vorn auf den 17. Gesamtrang.
Fahrerkader: Christopher Brück, Marco Holzer, Christer Jöns, Steven Kane (17. Platz gesamt, 16. Platz Klasse SP9); Christopher Brück, Fabian Hamprecht, Christian Menzel, Guy Smith (7. Platz gesamt, 7. Platz Klasse SP9)
Auto: Bentley Continental GT3 (GT3-Sportwagen, 4,0-Liter-V8-Biturbo, über 441 kW/600 PS, Hinterradantrieb)

### 2017
Den zweiten Auftritt als Bentley-Werksteam bestritt Abt Sportsline 2017 mit drei GT3-Boliden des Luxusklassen-Models Continental. Nach einem Unfall musste das Bentley Team Abt eines seiner Autos bereits im ersten Renndrittel aufgeben. Die beiden Schwesterfahrzeuge bremsten Reparaturen. Schließlich reichte es noch zu Gesamtplatz 15 und damit verbunden zum Klassensieg in der Kategorie SP9-LG für die Vierermannschaft Christopher Brück, Christer Jöns, Christian Menzel und Nico Verdonck. Ihre Teamkollegen Steven Kane, Guy Smith und Maxime Soulet wurden 20. insgesamt und Klassenzweite.
Fahrerkader: Steven Kane, Guy Smith, Maxime Soulet (20. Platz gesamt, 2. Platz Klasse SP9-LG); Christopher Brück, Christer Jöns, Christian Menzel, Nico Verdonck (15. Platz gesamt, 1. Platz Klasse SP9-LG); Christopher Brück, Christer Jöns, Christian Mamerow, Jordan Pepper (Ausfall nach Unfall)
Auto: Bentley Continental GT3 (GT3-Sportwagen, 4,0-Liter-V8-Biturbo, über 441 kW/600 PS, Hinterradantrieb)

### 2023
Seinen insgesamt zehnten Auftritt beim 24-Stunden-Rennen Nürburgring absolvierte Abt Sportsline 2023 als Partner von Lamborghini. Einsatzfahrzeug beim Abt-Comeback in der „Grünen Hölle“ war ein Lamborghini Huracán GT3 EVO2. Von Startplatz drei aus ging das Fahrerquartett Marco Mapelli, Jordan Pepper, Nicki Thiim und Kelvin van der Linde in die 24-stündige Marathonprüfung.
In Führung liegend warf ein Reifenschaden und kurz darauf noch ein zweiter die Allgäuer allerdings zurück bis auf den 35. Platz. Den großen Rückstand machte Abt Sportsline wieder wett mit konstant schnellen Rundenzeiten auf der Strecke, kühlen Köpfen in engen Situationen, einer cleveren Strategie sowie ebenso präzisen wie fehlerlosen 22 Boxenstopps. Außer bei den planmäßigen Reifenwechseln, Tankstopps und den üblichen Routinearbeiten musste der Lamborghini Huracán GT3 EVO2 nicht ein einziges Mal für Reparaturen in die Box geschoben werden. Die Abt-Piloten kamen ohne Schäden durch Berührungen mit Konkurrenzautos durch und wurden im Gesamtklassement sowie in ihrer Klasse Neunte.
Fahrerkader: Marco Mapelli, Jordan Pepper, Nicki Thiim, Kelvin van der Linde (9. Platz gesamt, 9. Platz Klasse SP9 Pro)
Auto: Lamborghini Huracán GT3 EVO2 (GT3-Sportwagen,5,2-Liter-V10, 471/kW/640 PS, Hinterradantrieb)